# Прапор Шампань-Арден
Прапор Шампань-Арден — прапор регіону на півночі Франції, що межує з Бельгією.